# سختی برینل

نمودار نیرو

مقیاس برینل (Brinell scale)، سختی مواد را از طریق مقیاس نفوذ یک فرو رونده فشار داده شده بر روی قطعه ای آزمایشی از ماده، مشخص می‌کند. این یکی از چندین تعریف سختی در علم مواد است .

## تاریخچه
این آزمایش که توسط مهندس سوئدی یوهان آگوست برینل (Johan August Brinell)در سال 1900 ارائه شد ، اولین آزمایش سختی استاندارد و پرکاربرد در مهندسی و متالورژی بود. تورفتگی زیاد و آسیب احتمالی قطعه آزمایشی ، کاربرد آن را محدود می کند. با این حال ، این آزمایش ویژگی مفیدی نیز داشت که مقدار سختی تقسیم بر دو ، UTS (مقاومت کشش نهایی) تقریبی در ksi برای فولادها را می دهد. این ویژگی به استفاده کردن از آن نسبت به دیگر آزمایش های سختی کمک می کند.

## جزئیات آزمون
در آزمون معمولی از توپ فولادی به قطر ۱۰ میلیمتر (۰٫۳۹ اینچ) به عنوان یک فرو رونده با نیروی ۳٬۰۰۰ کیلوگرم-نیرو (۲۹ کیلونیوتن؛ ۶٬۶۰۰ پوند-نیرو) استفاده می شود. برای مواد نرمتر ، نیروی کمتری استفاده می شود. برای مواد سخت تر ، یک توپ کاربید تنگستن جایگزین توپ فولادی می شود. تورفتگی اندازه گیری می شود و سختی به صورت زیر محاسبه می شود:
{\displaystyle \operatorname {BHN} ={\frac {2P}{\pi D\left(D-{\sqrt {D^{2}-d^{2}}}\right)}}}
که در آن:
BHN = شماره سختی برینل (kgf / mm 2 )
P = بار اعمال شده در واحد کیلوگرم (kgf)
D = قطر فرو رونده (میلی متر)
d = قطر تورفتگی (میلی متر)
سختی برینل گاهی اوقات در واحد مگاپاسکال بیان می شود. عدد سختی برینل برای تبدیل به واحد مگاپاسکال در شتاب گرانش ، m/s2 9.80665 ضرب می شود.
BHN می تواند به مقاومت کششی نهایی (UTS) تبدیل شود ، اگرچه رابطه به ماده بستگی دارد و بنابراین از نظر تجربی تعیین می شود. این رابطه براساس شاخص Meyer از قانون Meyer است. اگر شاخص میر(Meyer) کمتر از 2.2 باشد ، نسبت UTS به BHN ، 0.36 است. اگر شاخص میر بیشتر از 2.2 باشد ، این نسبت افزایش می یابد. 
BHN توسط متداول ترین آزمون های استاندارد (ASTM E10-14  و ISO 6506–1: 2005  ) به عنوان HBW ( H از سختی ، B از brinell و W از ماده فرو رونده ، تنگستن) تعیین می شود ( wolfram) کاربید) در استانداردهای قبلی از HB یا HBS برای اشاره به اندازه گیری های ساخته شده با فرورفتگی های فولادی استفاده می شد.
HBW در هر دو استاندارد با استفاده از واحدهای SI به روش زیر محاسبه می شود
{\displaystyle \operatorname {HBW} =0.102{\frac {2F}{\pi D\left(D-{\sqrt {D^{2}-d^{2}}}\right)}}}
که در آن:
F = بار اعمال شده (نیوتن)
D = قطر فرو رونده (میلی متر)
d = قطر تورفتگی (میلی متر)

## مقادیر رایج
هنگام  بیان کردن عدد سختی برینل (BHN یا بطور رایج تر HB) ، شرایط آزمایشی که برای بدست آوردن عدد استفاده می شود باید مشخص باشد. (HB به درجه سختی مداد "HB" مربوط نیست. ) قالب استاندارد برای تعیین آزمایش ها را می توان در مثال "HBW 10/3000" مشاهده کرد. "HBW" به این معنی است که از یک کاربید تنگستن (از نماد شیمیایی تنگستن یا از نام سوئدی / آلمانی تنگستن ، "Wolfram") فرو رونده توپی استفاده شده است ، در مقابل "HBS" ، که به معنی یک توپ فولادی سخت شده است. "10" قطر توپ بر حسب میلی متر است. "3000" نیرو بر حسب کیلوگرم نیرو است.
سختی همچنین ممکن است به صورت XXX HB YYD2 نشان داده شود. XXX نیرویی است(در واحد کیلوگرم نیرو) که روی ماده ای از نوع YY اعمال می شود (5 برای آلیاژهای آلومینیوم ، 10 برای آلیاژهای مس ، 30 برای فولادها). بنابراین می توان یک سختی فولادی معمولی میتواند به صورت: 250 HB 30 D 2  نوشته شود. این مقدار می تواند حداکثر یا حداقل باشد.
| نماد سختی   | قطر فرورونده میلی متر | F / D2 | نیروی آزمایش N / kgf |
| ----------- | --------------------- | ------ | -------------------- |
| HBW 10/3000 | 10                    | 30     | 29420 (3000)         |
| HBW 10/1500 | 10                    | 15     | 14710 (1500)         |
| HBW 10/1000 | 10                    | 10     | 9807 (1000)          |

| مواد                                                                 | سختی                                                                                         |
| -------------------------------------------------------------------- | -------------------------------------------------------------------------------------------- |
| چوب نرم (به عنوان مثال ، کاج )                                       | 1.6 HBS 10/100                                                                               |
| چوب سخت                                                              | 2.6–7.0 HBS 10/100                                                                           |
| سرب                                                                  | 5.0 HB (سرب خالص ؛ سرب آلیاژی به طور معمول می تواند از 5.0 HB تا مقادیر بیش از 22.0 HB باشد) |
| آلومینیوم خالص                                                       | 15 HB                                                                                        |
| فلز مس                                                               | 35 HB                                                                                        |
| آلومینیوم سخت AW-6060                                                | 75 HB                                                                                        |
| فولاد نرم                                                            | 120 HB                                                                                       |
| فولاد ضد زنگ 18–8 (304) آنیل شده                                     | 200 HB                                                                                       |
| صفحه سایش هاردوکس                                                    | 400-700 HB                                                                                   |
| فولاد ابزاری سخت شده                                                 | 600–900 HB (HBW 10/3000)                                                                     |
| شیشه                                                                 | 1550 HB                                                                                      |
| رنیوم دی بورید                                                       | 4600 HB                                                                                      |
| توجه: شرایط آزمون استاندارد است مگر اینکه موارد دیگری بیان شده باشد. |                                                                                              |

## کاربردها
می توان از آن برای آزمایش مواد غیر همگن (موادی که خصوصیات آنها در کل نمونه ثابت نیست) استفاده کرد. برینل فرصت آزمایش را با استفاده از نیروها و فرورونده های مختلف فراهم می کند. روند این آزمایش مخرب است.

## استانداردها
- استاندارد بین المللی ( ISO ) و اروپا ( CEN )
  - "EN ISO 6506-1:2014: Metallic materials – Brinell hardness test – Part 1: test method".
  - "EN ISO 6506-2:2017: Metallic materials – Brinell hardness test – Part 2: verification and calibration of testing machine".
  - "EN ISO 6506-3:2014: Metallic materials – Brinell hardness test – Part 3: calibration of reference blocks".
  - "EN ISO 6506-4:2014: Metallic materials – Brinell hardness test – Part 4: Table of hardness values".
- استاندارد ایالات متحده ( ASTM International )
  - "ASTM E10-14: Standard method for Brinell hardness of metallic materials".